# Rachel Ward
Rachel Clara Ward (Chipping Norton, Oxfordshire (Regne Unit, 12 de setembre de 1957) és una actriu, directora i guionista anglesa que essencialment va fer la seva carrera a Austràlia.

## Biografia
Rachel Ward és filla de l'honorable Peter Ward i de Clara Leonora Baring, propietaris de Cornwell Manor (Oxfordshire). Va tenir un idil·li amb David Anthony Kennedy, conegut l'any 1979.
És l'esposa des de 1983 de l'actor i productor australià Bryan Brown, que va conèixer a l'escenari del fulletó The Thorn Birds on interpretava el seu malvat marit; tenen tres fills: Rosa, Matilda, i Joseph.
Rachel Ward és coneguda a Europa per haver protagonitzat la sèrie The Thorn Birds (A Espanya coneguda com "El pájaro espino") on forma amb Richard Chamberlain una de les parelles més romàntiques de la televisió, però igualment ha participat en un grapat de films destacables: La brigada de Sharky amb Burt Reynolds, Contra tot risc de Taylor Hackford amb Jeff Bridges, Les aventures de Cristòfor Colom on interpreta la reina Isabel enfront de Tom Selleck, treballant amb Andrew Davis, James Foley o Russell Mulcahy a la televisió, companya de Richard E. Grant, Jason Patric o Mark Harmon.

## Filmografia

### Com a actriu
- 1979: Christmas Lilies of the Field de Ralph Nelson amb Billy Dee Williams, Maria Schell (telefilm)
- 1981: Dynasty (sèrie): Temporada 1: The Dinner Party
- 1981: Night School de Ken Hughes
- 1981: La brigada de Sharky (Sharky's Machine) de Burt Reynolds
- 1982: Dead Men Don't Wear Plaid de Carl Reiner
- 1983: The Thorn Birds (fulletó TV)
- 1983: The Final Terror d'Andrew Davis
- 1984: Contra tot risc (Against All Odds) de Taylor Hackford
- 1986: Fortress d'Arch Nicholson
- 1987: Hotel Colonial de Cinzia Th. Torrini amb John Savage, Massimo Troisi, Robert Duvall, Anna Galiena
- 1987: The Good Wife de Bruce Robinson
- 1989: How to Get Ahead in Advertising de Bruce Robinson amb Richard E. Grant
- 1989: Shadow of the Cobra  (telefilm)
- 1990: After Dark, My Sweet de James Foley amb Jason Patric
- 1992: Christopher Columbus: The Discovery: La reina Isabel
- 1993: Wide Sargasso Sea de John Duigan
- 1994: Double Obsession de Eduardo Montes Bradley amb Margaux Hemingway, Maryam d'Abo, Frederic Forrest
- 1994: The Ascent de Donald Shebib amb Vincent Spano, Ben Cross, Tony Lo Bianco
- 1997: My Stepson, My Lover de Mary Lambert amb Terry O'Quinn (telefilm): Caitlin Cory
- 1999: Seasons of Love  de Daniel Petrie amb Peter Strauss (telefilm)
- 2000: On the Beach de Russell Mulcahy amb Armand Assante, Bryan Brown (telefilm)
- 2001: And Never Let Her Go de Peter Levin amb Mark Harmon, Kathryn Morris (telefilm)
- 2002: Bobbie's Girl de Jeremy Kagan amb Bernadette Peters (telefilm)
- 2002: Johnson County War amb Tom Berenger, Luke Perry, Burt Reynolds (telefilm)
- 2006: El tresor de Barba-Negra de Kevin Connor amb Richard Chamberlain, Stacy Keach (telefilm) (mini-sèrie)
- 2006: Monarch Cove (sèrie) 14 episodis
- 2007: Rain Shadow (sèrie) 6 episodis

### Com a directora
- 2000: The Big House (curt)
- 2000: Blindman's Bluff (curt)
- 2003: Martha's New Coat (migmetratge)
- 2006: Two Twisted, episodi Heart Attack
- 2009: Beautiful Kate
- 2013: Any Accidental Soldier